# ノディコエロセラス亜科
ノディコエロセラス亜科（学名：Nodicoeloceratinae）は、前期ジュラ紀の前期トアルシアンから中期にかけて生息していたアンモナイトの亜科。この亜科の起源は不明だが、最初の属であるノディコエロセラスはダクティリオセラス (オルソダクティリテス)あるいはケドノセラスから進化した。

## 妥当性
この亜科は無効とされ、ダクティリオセラス亜科に含まれることもある。しかし、この亜科の系統学的、形態学的、古生物地理学的重要性を重視して地中海動物相地域を描写する研究者らは有効としている。

## 下位分類群
この亜科には以下の属が含まれる。
- ノディコエロセラス Buckman, 1926
- メソダクティリテス Pinna et Levi-Setti, 1971
- トランシコエロセラス Pinna, 1966
- テロダクティリテス Pinna et Levi-Setti, 1971
- コリーナ Bonarelli, 1893